# Cantó de Betton
El cantó de Betton (bretó Kanton Lanvezhon) és una divisió administrativa francesa situada al departament d'Ille i Vilaine a la regió de Bretanya.

## Composició
El cantó aplega 4 comunes :
| Nom francès               | Nom bretó       | Població | km²   | Codi Postal | Codi INSEE |
| Betton                    | Lanvezhon       | 8.547    | 26,73 | 35830       | 35024      |
| La Chapelle-des-Fougeretz | Chapel-Felgeriz | 3.306    | 8,71  | 35520       | 35059      |
| Montgermont               | Menezgervant    | 2.758    | 4,67  | 35760       | 35189      |
| Saint-Grégoire            | Sant-Gregor     | 7.644    | 17,30 | 35760       | 35278      |
| Cantó                     | Lanvezhon       | 22.255   | 57,41 | -           | 3552       |

## Evolució demogràfica
| 1962  | 1968  | 1975  | 1982   | 1990   | 1999   |
| ----- | ----- | ----- | ------ | ------ | ------ |
| 4.513 | 5.811 | 9.507 | 13.530 | 17.737 | 22.255 |

## Història
| Data d'elecció                           | Identitat           | Partit | Qualitat |
| ---------------------------------------- | ------------------- | ------ | -------- |
| 1994-2002                                | Philippe Tourtelier | PS     |          |
| 2002-                                    | Michel Gautier      | PS     |          |
| les dades anteriors no són pas conegudes |                     |        |          |
|                                          |                     |        |          |